# Liste der Stolpersteine in Stadtlohn
Die Liste der Stolpersteine in Stadtlohn enthält die Stolpersteine, die im Rahmen des gleichnamigen Kunst-Projekts von Gunter Demnig in Stadtlohn verlegt wurden. Mit ihnen soll an die Opfer des Nationalsozialismus erinnert werden, die in Stadtlohn lebten und wirkten.

## Liste der Stolpersteine
| Name                | Adresse              | Bild | Inschrift | Verlegedatum | Biografie und Anmerkungen |
| ------------------- | -------------------- | --- | --- | ------------ | ------------------------- |
| Else Goldschmidt    | Brakstraße 16 ·      | Bild gesucht Die Wikipedia wünscht sich an dieser Stelle ein Bild vom hier behandelten Ort. Falls du dabei helfen möchtest, erklärt die Anleitung , wie das geht. BW | Hier wohnte Else Goldschmidt Jg. 1922 deportiert 1941 Riga ermordet Juli 1944                                                               |              |                           |
| Emil Goldschmidt    | Brakstraße 16 ·      | Bild gesucht Die Wikipedia wünscht sich an dieser Stelle ein Bild vom hier behandelten Ort. Falls du dabei helfen möchtest, erklärt die Anleitung , wie das geht. BW | Hier wohnte Emil Goldschmidt Jg. 1887 deportiert 1941 Riga ermordet Juli 1944                                                               |              |                           |
| Hedwig Goldschmidt  | Brakstraße 16 ·      | Bild gesucht Die Wikipedia wünscht sich an dieser Stelle ein Bild vom hier behandelten Ort. Falls du dabei helfen möchtest, erklärt die Anleitung , wie das geht. BW | Hier wohnte Hedwig Goldschmidt geb. Levy Jg. 1887 deportiert 1941 Riga ermordet Juli 1944                                                   |              |                           |
| Richard Goldschmidt | Brakstraße 16 ·      | Bild gesucht Die Wikipedia wünscht sich an dieser Stelle ein Bild vom hier behandelten Ort. Falls du dabei helfen möchtest, erklärt die Anleitung , wie das geht. BW | Hier wohnte Richard Goldschmidt Jg. 1924 deportiert 1941 Riga Salaspils ermordet 1943                                                       |              |                           |
| Albert Kleffmann    | Brookstraße 10 ·     | | Hier wohnte Albert Kleffmann Jg. 1902 Flucht 1933 Holland USA                                                                               |              |                           |
| Paulina Kleffmann   | Brookstraße 10 ·     | | Hier wohnte Paulina Kleffmann Jg. 1895 deportiert 1941 Riga ermordet                                                                        |              |                           |
| Ilse Schey          | Dufkampstraße 17 ·   | | Hier wohnte Ilse Schey geb. Stein Jg. 1919 deportiert 1942 Theresienstadt 1944 Auschwitz befreit/überlebt                                   |              |                           |
| Julia Stein         | Dufkampstraße 17 ·   | | Hier wohnte Julia Stein geb. Samson Jg. 1885 deportiert 1942 Minsk Maly Trostinec ermordet 24.7.1942                                        |              |                           |
| Klara Stein         | Dufkampstraße 17 ·   | | Hier wohnte Klara Stein Jg. 1918 deportiert 1942 Minsk Maly Trostinec ermordet 24.7.1942                                                    |              |                           |
| Bertha Meyers       | Dufkampstraße 41 ·   | | Hier wohnte Bertha Meyers geb. Meyer Jg. 1894 deportiert 1941 Riga ermordet 1943                                                            |              |                           |
| Edith Meyers        | Dufkampstraße 41 ·   | | Hier wohnte Edith Meyers Jg. 1921 Flucht 1938 Australien überlebt                                                                           |              |                           |
| Hans Werner Meyers  | Dufkampstraße 41 ·   | | Hier wohnte Hans Werner Meyers Jg. 1924 deportiert 1941 Riga Salaspils ermordet 1942                                                        |              |                           |
| Leopold Meyers      | Dufkampstraße 41 ·   | | Hier wohnte Leopold Meyers Jg. 1889 deportiert 1941 Riga ermordet 1943                                                                      |              |                           |
| Max Heinz Meyers    | Dufkampstraße 41 ·   | | Hier wohnte Max Heinz Meyers Jg. 1928 deportiert 1941 Riga Stutthof Buchenwald Theresienstadt befreit/überlebt                              |              |                           |
| Bertha Falkenstein  | Hagenstraße 17 ·     | | Hier wohnte Bertha Falkenstein geb. Versteeg Jg. 1888 deportiert 1941 Riga Kowno Stutthof ermordet 31.10.1944                               |              |                           |
| Hedwig Falkenstein  | Hagenstraße 17 ·     | | Hier wohnte Hedwig alkenstein Jg. 1927 Flucht 1939 Holland deportiert 1942 Auschwitz ermordet 8.10.1942                                     |              |                           |
| Julia Falkenstein   | Hagenstraße 17 ·     | | Hier wohnte Julia Falkenstein Jg. 1922 Flucht 1939 Holland deportiert 1942 Auschwitz ermordet 27.9.1942                                     |              |                           |
| Kurt Falkenstein    | Hagenstraße 17 ·     | | Hier wohnte Kurt Falkenstein Jg. 1930 Flucht 1939 Holland versteckt überlebt                                                                |              |                           |
| Salomon Falkenstein | Hagenstraße 17 ·     | | Hier wohnte Salomon Falkenstein Jg. 1882 deportiert 1941 Riga ermordet                                                                      |              |                           |
| Levi Goldschmidt    | Hook 2 ·             | Bild gesucht Die Wikipedia wünscht sich an dieser Stelle ein Bild vom hier behandelten Ort. Falls du dabei helfen möchtest, erklärt die Anleitung , wie das geht. BW | Hier wohnte Levi Goldschmidt Jg. 1877 eingewiesen 1930 mehrere Heilanstalten ‚verlegt‘ 27.9.1940 Brandenburg ermordet 27.9.1940 ‚Aktion T4‘ |              |                           |
| Daniel Lebenstein   | Markt 5 ·            | | Hier wohnte Daniel Lebenstein Jg. 1882 deportiert 1941 Riga ermordet                                                                        |              |                           |
| Erika Abramowicz    | Markt 5 ·            | | Hier wohnte Erika Abramowicz geb. Lebenstein Jg. 1918 deportiert 1943 Auschwitz ermordet                                                    |              |                           |
| Ernst Lebenstein    | Markt 5 ·            | | Hier wohnte Ernst Lebenstein Jg. 1913 Flucht 1937 Palästina überlebt                                                                        |              |                           |
| Herta Lebenstein    | Markt 5 ·            | | Hier wohnte Herta Lebenstein Jg. 1924 deportiert 1941 Riga 1944 Stutthof ermordet                                                           |              |                           |
| Olga Lebenstein     | Markt 5 ·            | | Hier wohnte Olga Lebenstein geb. Pins Jg. 1887 deportiert 1941 Riga ermordet                                                                |              |                           |
| Walter Lebenstein   | Markt 5 ·            | | Hier wohnte Walter Lebenstein Jg. 1915 Flucht 1934 Palästina überlebt                                                                       |              |                           |
| Rosa Oppenheimer    | Stegerstraße 10 ·    | Bild gesucht Die Wikipedia wünscht sich an dieser Stelle ein Bild vom hier behandelten Ort. Falls du dabei helfen möchtest, erklärt die Anleitung , wie das geht. BW | Hier wohnte Rosa Oppenheimer Jg. 1888 eingewiesen 1935 mehrere Heilanstalten ‚verlegt‘ 27.9.1940 Brandenburg ermordet 27.9.1940 ‚Aktion T4‘ |              |                           |
| Johanna Goldschmidt | Südstraße 9 ·        | Bild gesucht Die Wikipedia wünscht sich an dieser Stelle ein Bild vom hier behandelten Ort. Falls du dabei helfen möchtest, erklärt die Anleitung , wie das geht. BW | Hier wohnte Johanna Goldschmidt Jg. 1889 deportiert 1941 Kowno Fort IX ermordet 29.11.1941                                                  |              |                           |
| Meijer Meijers      | Vredener Straße 13 · | Bild gesucht Die Wikipedia wünscht sich an dieser Stelle ein Bild vom hier behandelten Ort. Falls du dabei helfen möchtest, erklärt die Anleitung , wie das geht. BW | Hier wohnte Meijer Meijers Jg. 1866 Flucht 1939 Holland interniert Vught deportiert 1943 Sobibor ermordet 14.5.1943                         |              |                           |
| Schorsina Meijers   | Vredener Straße 13 · | Bild gesucht Die Wikipedia wünscht sich an dieser Stelle ein Bild vom hier behandelten Ort. Falls du dabei helfen möchtest, erklärt die Anleitung , wie das geht. BW | Hier wohnte Schorsina Meijers geb. Kleffmann Jg. 1854 Flucht 1939 Holland interniert Vught tot 23.4.1943                                    |              |                           |